# علی چنگیز
علی چنگیز (به ترکی استانبولی: Ali Cengiz،  زادهٔ ۸ آوریل ۱۹۹۶) یک کشتی‌گیر فرنگی‌کار اهل کشور ترکیه است. وی سابقه حضور در المپیک ۲۰۲۴ پاریس را دارد.
از افتخارات وی می‌توان به کسب مدال طلا قهرمانی کشتی جهان ۲۰۲۳ و مدال برنز قهرمانی کشتی جهان ۲۰۲۲ اشاره کرد.

## فعالیت حرفه‌ای

### قهرمانی کشتی جهان ۲۰۲۲
چنگیز در وزن ۸۷ کیلوگرم کشتی فرنگی قهرمانی کشتی جهان ۲۰۲۲ بلگراد شرکت کرد، او در مسابقه‌های اول تا سوم سونیل کومار از هند، آندری آنتونیوک از اوکراین و دامیان وون ایوی از سوئیس را شکست داد اما در نیمه نهایی به تورپال بیسلطانوف از دانمارک باخت و به دیدار رده‌بندی رفت. وی در دیدار رده‌بندی ناصر علیزاده از ایران را شکست داد و مدال برنز را از آن خود کرد.

### قهرمانی کشتی جهان ۲۰۲۳
چنگیز در وزن ۸۷ کیلوگرم کشتی فرنگی قهرمانی کشتی جهان ۲۰۲۳ بلگراد شرکت کرد، او در این مسابقات تونی متسوماکی از استونی، ژان بلنیوک از اوکراین، جالگاسبای بردی‌مرادف از ازبکستان و نورسلطان تورسینوف از قزاقستان را شکست داد و به فینال رسید. وی در فینال داوید لوسونچی از مجارستان را شکست داد و مدال طلا را بدست آورد.